# Championnat d'Andorre de football 1998-1999
Navigation
Saison précédente Saison suivante
La saison 1998-1999 de Divisió 1A est la quatrième édition de la première division andorrane.
Lors de celle-ci, le CE Principat a conservé son titre de champion d'Andorre face aux onze meilleurs clubs andorrans lors d'une série de matchs se déroulant sur toute l'année.
Les douze clubs participants au championnat ont été confrontés à deux reprises aux onze autres pour l'attribution du titre.
Le CE Principat a été sacré champion d'Andorre pour la troisième fois.
Une seule place du championnat était qualificative pour les compétitions européennes.

## Qualifications en coupe d'Europe
À l'issue de la saison, le champion s'est qualifié pour le tour de qualification de la Coupe UEFA 1999-2000.

## Les 12 clubs participants
| Club                     | Ville               |
| ------------------------ | ------------------- |
| CE Benito                | Sant Julià de Lòria |
| FC Cerni                 | La Massana          |
| Constelacio Esportiva    | Andorre-la-Vieille  |
| Deportivo La Massana     | La Massana          |
| FC Encamp                | Encamp              |
| FC Engolasters (lt)      | Escaldes-Engordany  |
| Sporting Club d'Escaldes | Escaldes-Engordany  |
| Gimnàstic Valira (lt)    | Escaldes-Engordany  |
| Inter Club d'Escaldes    | Escaldes-Engordany  |
| CE Principat             | Andorre-la-Vieille  |
| FC Santa Coloma          | Andorre-la-Vieille  |
| UE Sant Julià            | Sant Julià de Lòria |

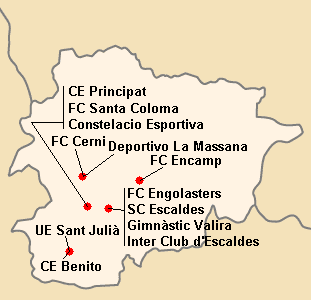
Localisation des clubs engagés dans le championnat.

En raison du peu de nombre de stades se trouvant sur le territoire d'Andorre, les matchs sont joués exclusivement à l'Estadi Nacional d'Aixovall d'une capacité de 1 500 places.

## Compétition

### Classement
Le classement est établi sur le barème de points classique (victoire à 3 points, match nul à 1, défaite à 0).
Pour départager les égalités, on tient d'abord compte de la différence de buts générale, puis du nombre de buts marqués, puis des confrontations directes et enfin si la qualification ou la relégation est en jeu, les deux équipes jouent une rencontre d'appui sur terrain neutre.
| Rang | Équipe                   | Pts | J  | G  | N | P  | Bp  | Bc | Diff |
| ---- | ------------------------ | --- | -- | -- | - | -- | --- | -- | ---- |
| 1    | CE Principat T C         | 62  | 22 | 20 | 2 | 0  | 110 | 10 | +100 |
| 2    | FC Santa Coloma          | 54  | 22 | 17 | 3 | 2  | 64  | 19 | +45  |
| 3    | FC Encamp                | 43  | 22 | 13 | 4 | 5  | 62  | 30 | +32  |
| 4    | Inter Club d'Escaldes    | 41  | 22 | 12 | 5 | 5  | 46  | 22 | +24  |
| 5    | Constelacio Esportiva P  | 35  | 22 | 11 | 2 | 9  | 52  | 32 | +20  |
| 6    | UE Sant Julià            | 35  | 22 | 10 | 5 | 7  | 50  | 42 | +8   |
| 7    | CE Benito                | 31  | 22 | 9  | 4 | 9  | 33  | 29 | +4   |
| 8    | Sporting Club d'Escaldes | 26  | 22 | 7  | 5 | 10 | 29  | 44 | -15  |
| 9    | FC Cerni P               | 16  | 22 | 5  | 1 | 16 | 23  | 83 | -60  |
| 10   | FC Engolasters (lt)      | 14  | 22 | 4  | 5 | 13 | 24  | 49 | -25  |
| 11   | Deportivo La Massana     | 11  | 22 | 3  | 2 | 17 | 22  | 82 | -60  |
| 12   | Gimnàstic Valira (lt)    | 5   | 22 | 1  | 2 | 19 | 23  | 96 | -73  |

| Légende : Qualifications et relégations | Légende : Qualifications et relégations                                                           |
| --------------------------------------- | ------------------------------------------------------------------------------------------------- |
|                                         | Coupe UEFA 1999-2000 (Tour de qualification)                                                      |
|                                         | Relégation en Segona Divisió                                                                      |
|                                         | T : Tenant du titre 1997-1998 P : Promu en 1997-1998 C : Vainqueur de la Coupe de la Constitution |

### Matchs
| Résultats (▼dom., ►ext.)                                   | Ben | Cer | Con | Dep  | Enc | Eng | Esc | Gim  | Int | Pri  | FCSC | UESJ |
| CE Benito                                                  |     | 4-0 | 1-3 | 3-0  | 1-1 | 0-0 | 0-0 | 2-0  | 1-2 | 1-4  | 2-3  | 1-3  |
| FC Cerni                                                   | 0-2 |     | 3-2 | 0-2  | 1-5 | 2-5 | 1-2 | 3-2  | 0-5 | 0-9  | 0-1  | 0-4  |
| Constelacio Esportiva                                      | 1-0 | 6-0 |     | 2-1  | 1-3 | 4-0 | 5-0 | 6-1  | 2-3 | 0-3  | 0-2  | 1-2  |
| Deportivo La Massana                                       | 0-2 | 1-2 | 0-6 |      | 1-4 | 0-3 | 2-2 | 5-1  | 1-5 | 0-10 | 0-2  | 1-3  |
| FC Encamp                                                  | 1-2 | 9-0 | 3-1 | 3-0  |     | 0-2 | 3-0 | 5-1  | 1-1 | 0-1  | 3-1  | 5-2  |
| FC Engolasters (lt)                                        | 0-2 | 0-3 | 0-2 | 0-0  | 1-1 |     | 0-3 | 4-1  | 1-3 | 1-4  | 0-3  | 1-1  |
| Sporting Club d'Escaldes                                   | 1-3 | 3-1 | 1-3 | 4-1  | 0-1 | 4-2 |     | 2-1  | 1-0 | 1-6  | 0-4  | 1-2  |
| Gimnàstic Valira (lt)                                      | 0-2 | 3-3 | 3-5 | 0-4  | 1-6 | 3-1 | 2-2 |      | 1-3 | 0-11 | 0-2  | 0-3  |
| Inter Club d'Escaldes                                      | 2-0 | 2-3 | 0-0 | 3-1  | 1-2 | 0-0 | 4-0 | 4-1  |     | 0-0  | 1-2  | 1-0  |
| CE Principat                                               | 3-2 | 4-0 | 3-0 | 16-0 | 5-1 | 4-0 | 1-0 | 10-1 | 4-1 |      | 0-0  | 5-0  |
| FC Santa Coloma                                            | 4-1 | 6-0 | 2-1 | 5-1  | 3-1 | 3-2 | 2-2 | 10-1 | 1-1 | 0-2  |      | 5-1  |
| UE Sant Julià                                              | 1-1 | 6-1 | 1-1 | 6-1  | 4-4 | 6-1 | 0-0 | 3-0  | 0-4 | 2-5  | 0-3  |      |
| - Victoire à domicile - Match nul - Victoire à l'extérieur |     |     |     |      |     |     |     |      |     |      |      |      |

## Bilan de la saison
| Tableau d'Honneur        |              |
| Compétition              | Vainqueur    |
| Divisió 1A               | CE Principat |
| Coupe de la Constitution | CE Principat |

| Qualifications européennes 1999-2000 |              |
| Coupe UEFA                           | Qualifiés    |
| Tour de qualification                | CE Principat |

| Promotions et relégations  |                                                                         |
| Relégués en Segona Divisió | FC Cerni FC Engolasters (lt) Deportivo La Massana Gimnàstic Valira (lt) |
| Promus de Segona Divisió   | Auncun                                                                  |